# Lüchow (Schleswig-Holstein)
Lüchow település Németországban, Schleswig-Holstein tartományban. Lakosainak száma 281 fő (2023. december 31.).

## Népesség
A település népességének változása:
| Lakosok száma | 134  | 298  | 287  | 286  | 291  | 292  | 281  |
|               | 1975 | 2014 | 2017 | 2019 | 2021 | 2022 | 2023 |